# Diaparsis minquanensis
Diaparsis minquanensis är en stekelart som beskrevs av Mao-Ling Sheng och Wu 1999. Diaparsis minquanensis ingår i släktet Diaparsis och familjen brokparasitsteklar. Inga underarter finns listade i Catalogue of Life.